# Feldthurns
Feldthurns (wł. Velturno) – miejscowość i gmina we Włoszech, w regionie Trydent-Górna Adyga, w prowincji Bolzano (Tyrol Południowy).
Liczba mieszkańców gminy wynosiła 2721 (dane z roku 2009). Język niemiecki jest językiem ojczystym dla 98,56%, włoski dla 0,89%, a ladyński dla 0,55% mieszkańców (2001).